# Archäophyt

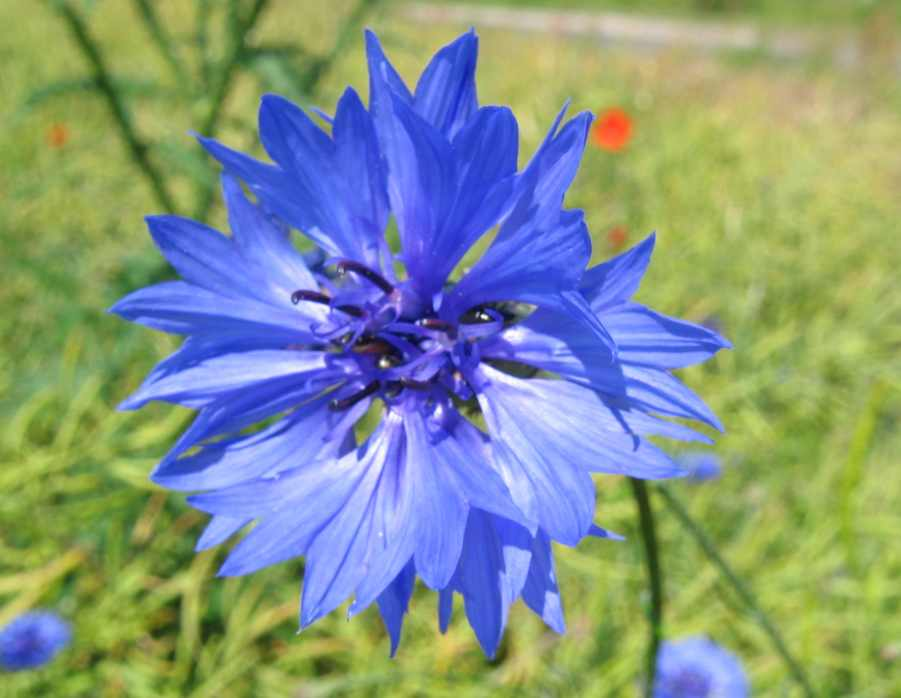
Die Kornblume zählt in Mitteleuropa zu den bekanntesten Archäophyten.

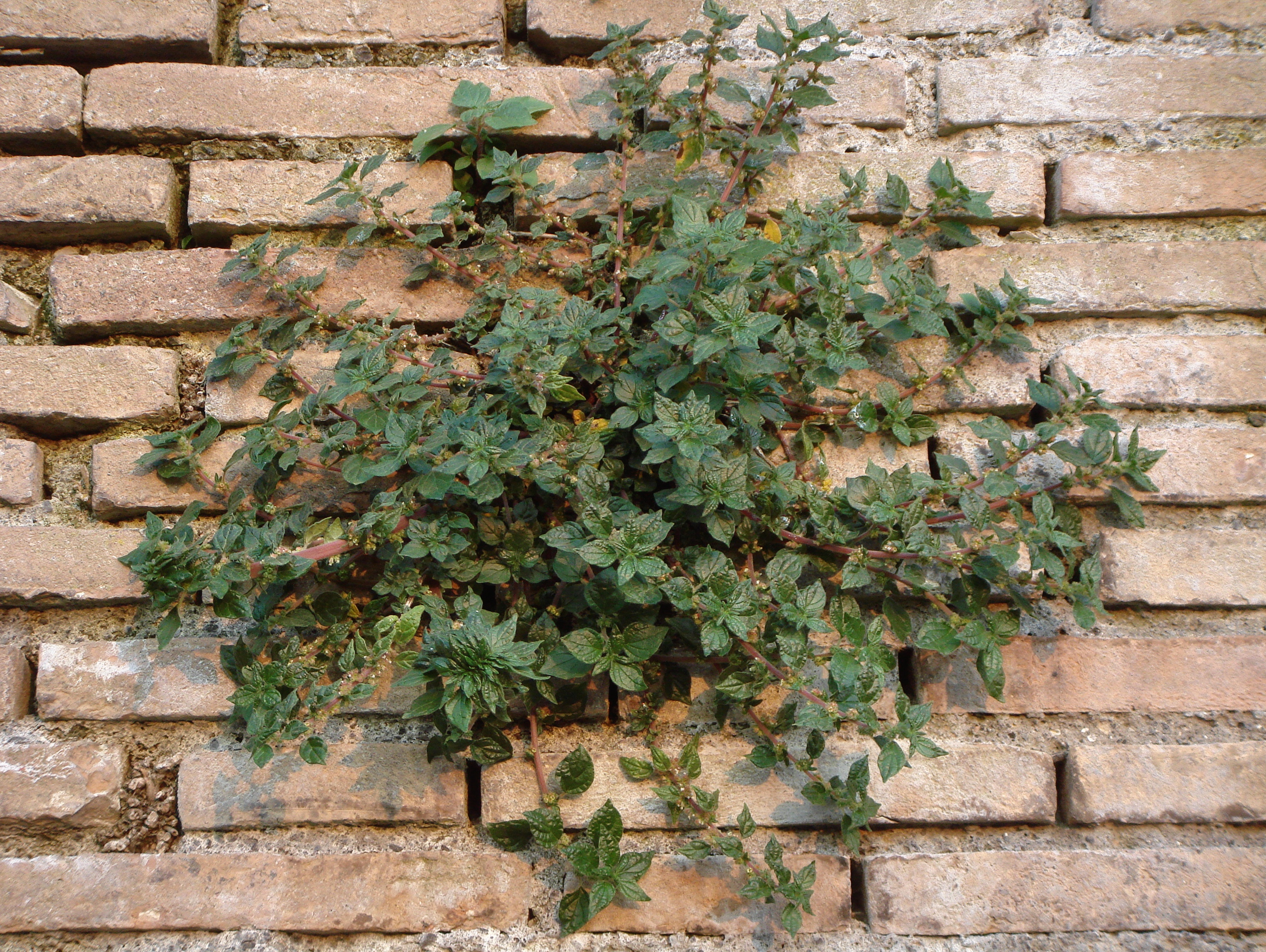
Das Mauer-Glaskraut (Parietaria judaica) ist in Mitteleuropa ein Archäophyt, der vor allem in Spalten von Mauerwerk wächst

Als Archäophyten (griechisch ἀρχαῖος archaíos, deutsch ‚alt‘, und φυτόν phytón, deutsch ‚Pflanze‘) bezeichnet man Pflanzenarten, die in einem bestimmten Gebiet nicht alteinheimisch (oder mit dem Fachbegriff: indigen) sind, sondern die dorthin vor langer Zeit vom Menschen eingeschleppt wurden: Als Schlüsseldatum zur Definition der Archäophyten wird die Zeit um 1500, oft spezifisch das Jahr 1492 verwendet, als Christoph Kolumbus Amerika erreichte, das heißt, nur die Pflanzen sind Archäophyten, die jeweils schon vor 1492 eingewandert waren. Grund dafür ist, dass mit der danach angestiegenen Fernreisetätigkeit im Zeitalter des Kolonialismus die weltweiten Warentransporte so stark zugenommen haben, dass die Zahl der eingeschleppten Pflanzenarten danach in kurzer Zeit steil anstieg.
Im Gegensatz dazu bezeichnet man nicht indigene Pflanzenarten, die nach 1492 eingeführt wurden, als Neophyten.
Der Status einer Art als Indigen, Archäophyt oder Neophyt hängt also vom Bezugsraum ab. Jede archäophytische Pflanzenart ist irgendwo auch indigen. In Europa als Archäophyten eingestufte Pflanzen sind, von Europa nach Nordamerika verschleppt, dort dann Neophyten. In Europa vorkommende Pflanzenarten, die Archäophyten sind, stammen in der Regel aus dem Mittelmeerraum, dem Nahen Osten oder Westasien und wurden mit der Einführung des Ackerbaus hierher eingeschleppt.

## Begriffe
Der Begriff „Archäophyt“ wurde als neuer Fachbegriff im Jahr 1903 durch den Schweizer Botaniker Martin Rikli eingeführt. Schon zu seiner Zeit wurden alle Pflanzen, die absichtlich oder unabsichtlich vom Menschen in ein Gebiet eingeführt wurden, in dem sie ursprünglich nicht beheimatet waren, als Adventivpflanzen zusammengefasst. Alternativ werden alle Pflanzen, die in einem Florengebiet nur infolge direkter oder indirekter Mithilfe des Menschen vorhanden sind, auch als „Anthropochore“ zusammengefasst (nach griechisch ἄνθρωπος anthropos, deutsch ‚Mensch‘ und griechisch χωρεῖν chōrein, deutsch ‚sich verbreiten‘). Für die Verbreitung von Pflanzenarten in neue Regionen nur mit menschlicher Mithilfe wird neben Anthropochorie auch der Begriff Hemerochorie verwendet. Schließlich gibt es noch den ähnlich klingenden Begriff „Hemerophyt“, darunter werden Pflanzenarten verstanden, die vom Menschen gezielt und absichtlich in die neue Region transportiert wurden, etwa als Kulturpflanze.
Die Archäophyten sind also eine Untergruppe der Adventivpflanzen (oder Anthropochoren, Hemerochoren), bezogen auf den Zeitpunkt der Einwanderung. Pflanzenarten, die schon vor der Einführung des Ackerbaus in der Jungsteinzeit neu, etwa in Mitteleuropa, auftraten, werden nicht zu den Archäophyten gerechnet, sondern zu den Indigenen. Dies gilt auch dann, wenn sie (möglicherweise) vom Menschen eingeschleppt wurden. Grund dafür ist, dass die als Jäger und Sammler lebenden Menschen vorher noch eher als Teil der Natur betrachtet werden können. Archäophyten sind nicht nur Pflanzenarten, die vom Menschen direkt durch Transporte mittransportiert wurden. Auch Pflanzenarten, die ein Gebiet aus eigener Kraft (etwa durch den Wind verbreitet) erreicht haben, gehören dazu, wenn sie für eine Etablierung auf vom Menschen stark veränderte Standorte, wie Äcker oder Ruderalvegetation, angewiesen waren. Es ist zwar denkbar, dass es Pflanzenarten gibt, die ein Gebiet im fraglichen Zeitraum aus eigener Kraft erreicht haben und dabei überhaupt nicht auf menschliche Mithilfe angewiesen waren. Das wäre aber ggf. nicht nachweisbar, es wird in der Praxis als unwichtig vernachlässigt.

## Zuordnung
Da Archäophyten zu einem Zeitpunkt eingewandert sind oder eingeschleppt wurden, als es noch keine Botanik als Wissenschaft gab, oft schon in prähistorischer Zeit, gibt es für die Einwanderung keine direkten Nachweise. Der Status muss also indirekt erschlossen werden. Dem gemäß gibt es Arten, bei denen es umstritten ist, ob sie Archäophyten oder doch Indigene sind. In der mitteleuropäischen Flora sind das etwa 40 Arten. Wissenschaftler, die sich mit der geografischen Verbreitung von Pflanzen beschäftigen (Arealkundler oder Chorologen), haben für die Zuordnung Kriterien aufgestellt. Hinweise, dass eine Art indigen ist, können demnach etwa sein: Es liegen fossile oder subfossile Pflanzenreste vor; die Pflanzenart wird in zeitgenössischen historischen Texten erwähnt; sie wächst nicht ausschließlich oder überwiegend auf menschengemachten Standorten; ihr Vorkommen liegt zumindest nahe zum natürlichen Areal der Art; es existieren nicht neben den angeblich indigenen weitere Vorkommen, deren Etablierung durch den Menschen sicher nachgewiesen ist; sie ist genetisch als eigenständig erkennbar; sie kann sich spontan durch Samen verbreiten; es ist ein plausibler Mechanismus für die Einschleppung denkbar. Probleme in der Zuordnung machen vor allem Pflanzenarten, die es neben überwiegendem Vorkommen in vom Menschen veränderter Vegetation geschafft haben, zumindest gelegentlich auf unveränderte Standorte vorzudringen, diese werden, nach einem Beitrag des sowjetischen Botanikers N.S. Kamyschew Agriophyten genannt (während einem Vorschlag von F.G. Schroeder folgend „Apophyten“ indigene Pflanzen wären, die auf menschengemachte Standorte übergegangen sind). In der Praxis werden meist diejenigen Pflanzen als Archäophyten eingestuft, die überwiegend in menschengemachter oder vom Menschen veränderter Vegetation wachsen, von denen aber weder Standorte in der natürlichen Vegetation nachweisbar sind (die also keine Apophyten sind), noch eine Einwanderung später als 1492 (oder aus vorher nicht erreichbaren Weltregionen) nachweisbar ist (die also auch keine Neophyten sind).

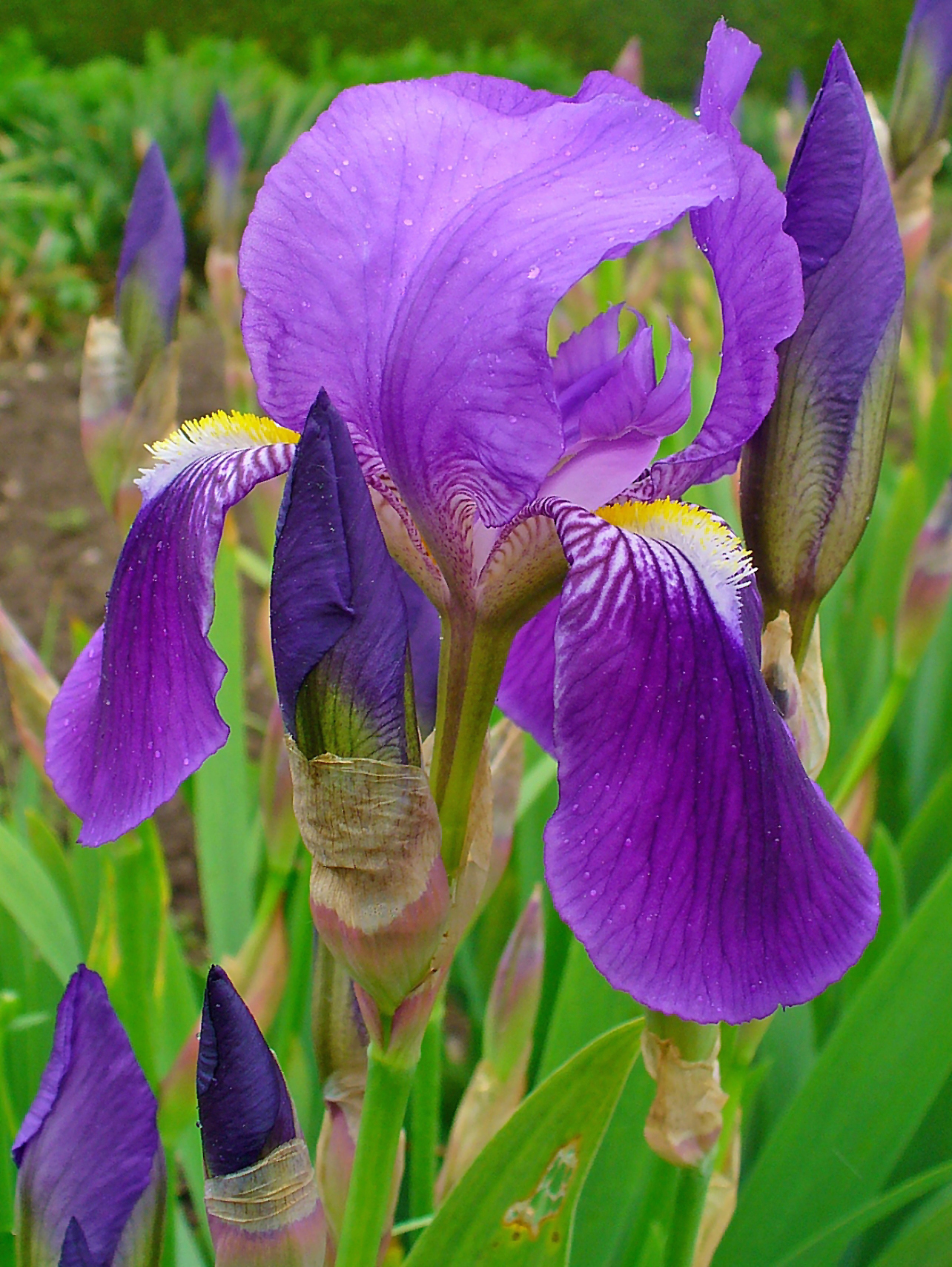
Die Deutsche Schwertlilie Iris germanica ist eine alte Zierpflanze, die erst in Kultur entstanden ist. Sie wird oft an mittelalterlichen Burgen gefunden

Von manchen Arten nimmt man an, dass sie sich erst mit Entstehung des Ackerbaus aus Vorläuferarten evolutiv neu entwickelt haben. Diese Pflanzen wachsen also nur in Äckern, echte Wildvorkommen sind nicht bekannt. Dazu zählen etwa in Mitteleuropa Roggen-Trespe, Kornrade und Lein-Lolch. Diese Arten werden gewöhnlich mit zu den Archäophyten gerechnet.

## Biologie und Ökologie

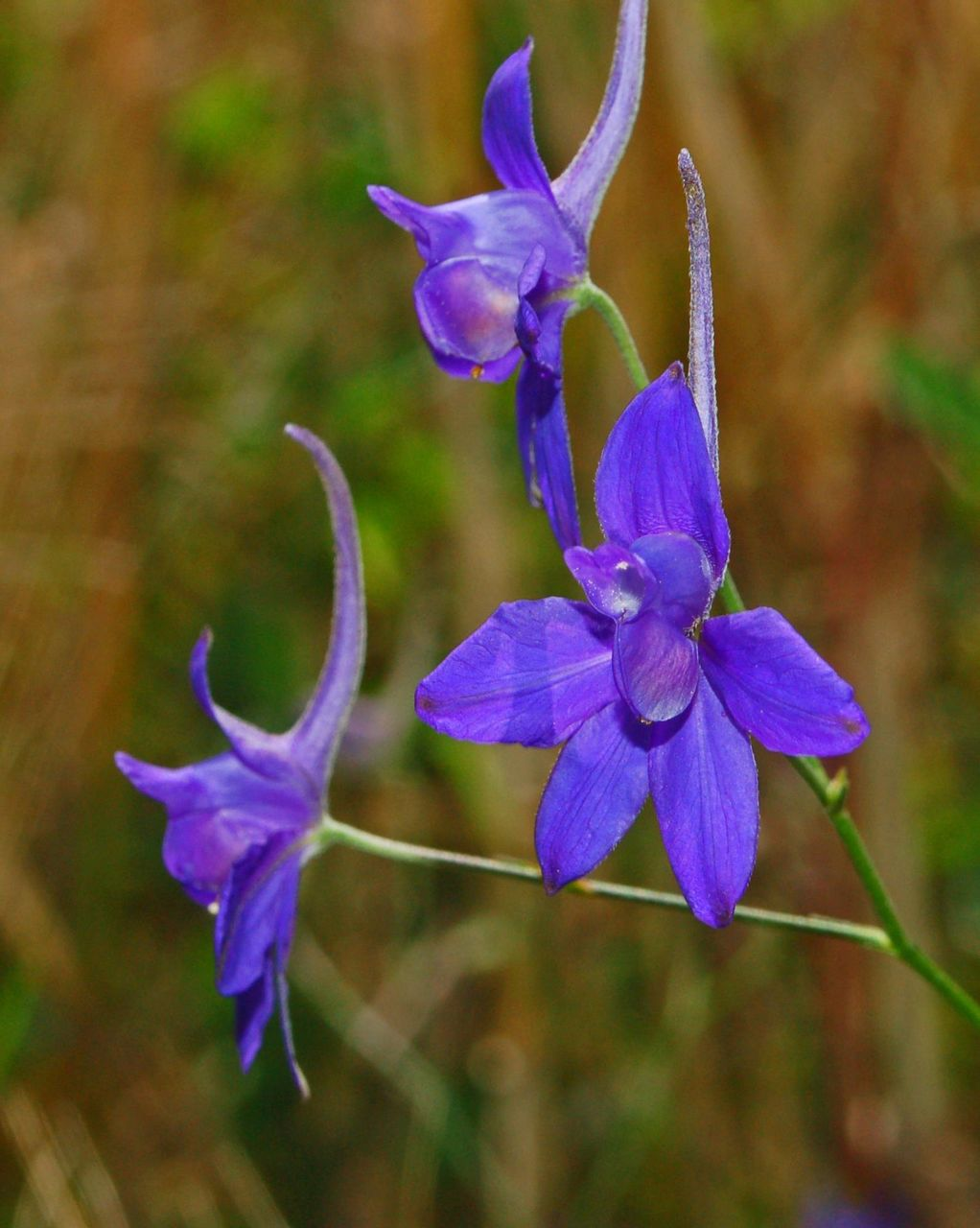
Bunt blühende Ackerunkräuter wie der Feldrittersporn sind in Mitteleuropa Archäophyten. Heute stehen sie auf der Roten Liste

Archäophyten sind, ihrer Ökologie auf menschengemachten, oft gestörten Standorten entsprechend, überwiegend einjährige oder zweijährige Pflanzen, einige gehören zu den krautigen Hemikryptophyten. Europäische Archäophyten stammen fast alle aus dem mediterranen Raum und den angrenzenden Gebieten Westasiens, da sie mit dem Beginn des Ackerbaus und verstärkt seit der Römerzeit in Mitteleuropa eingeführt wurden. Pflanzenarten aus anderen Regionen machen weniger als 5 Prozent aus. Neben den Vorkommen in Getreideäckern kommen sie auch in ruderaler „Unkraut“vegetation vor, sie sind hier anteilsmäßig weder häufiger noch seltener als die Neophyten. In Mitteleuropa werden knapp 220 Pflanzenarten sicher oder wahrscheinlich als Archäophyten eingestuft, in Großbritannien sind es gut 150, in Tschechien 350. Viele von ihnen sind den Regionen gemeinsam, dieselben Arten treten aber etwa in Skandinavien oft erst später, als Neophyten, auf.
Viele Archäophyten, insbesondere Arten der Ackerbegleitflora (oder Segetalflora) sind durch die Intensivierung der Landbewirtschaftung heute seltener geworden, oft in ihrem Bestand bedroht. Sie stehen dann auf den Roten Listen gefährdeter Arten, in der Archäophyten, anders als die Neophyten, generell berücksichtigt werden. Während die traditionellen, oft durch bunte Blüten bekannten Ackerunkräuter wie Klatschmohn und Kornblume Archäophyten sind, gehören die meisten (aber nicht alle) der Problemunkräuter, die in der heutigen Landwirtschaft größere ökonomische Schäden verursachen, zu den Neophyten.